# Госоку Рю
Госоку Рю (剛速流) — направление боевых искусств и стиль каратэ, созданные Куботой Такаюки. Госоку Рю — жёсткий и быстрый стиль, сочетающий в себе как технику быстрого и динамичного стиля Сётокан, так и мощного стиля Годзю-рю.
Я обучаю стилю Госоку Рю. Он не выглядит чересчур эффектно, но он очень эффективен. Я учу, как использовать силу, когда необходимо ответить силой, как использовать скорость, когда надо ответить скоростью, я даже учу, как использовать бегство, когда бегство является единственным выходом.
Нет такой техники, которая способна эффективно работать в любой ситуации. Каждая ситуация уникальна, имеет слишком много переменных. Вам нужна разнообразная техника, потому что люди различны, и вы должны иметь инструменты, чтобы иметь дело с различными противниками. Вам необходимо владеть всеми необходимыми психическими элементами, а также разумом, который их эффективно скомбинирует.

Поскольку я изучал различные стили, я понимаю их сильные и слабые стороны. Например, некоторые стили каратэ очень хороши наступательными маневрами, но у них недостаточный набор защитных действий. Вот почему настолько важны спарринги против представителей многих и различных стилей. В Госоку Рю я объединил много разных методов.Кубота Такаюки

## Основные отличия от других стилей
Стиль Госоку Рю похож на Сётокан. Основное отличие состоит в том, что он сочетает прямолинейные мощные движения из Сётокана с быстрыми и мягкими круговыми движениями из Годзю-рю. Акцент же ставится на практическое применение и спарринги (бои). В оборонительных позициях стойки в основном короче, однако присутствуют переходы в более длинные стойки для выполнения мощных движений. В Госоку Рю распространены быстрые подсечки и броски, атаки в кумитэ часто заканчиваются на полу. Из других стилей Госоку Рю выделяет быстрая работа ногами, которая добавляет скорости и мощи за счёт использования вращения бёдер. Госоку Рю применяет техники айкидо, дзюдо и дзюдзюцу для боя на полу, а также для техник контроля ограничения движения, применяемых в правоохранительных органах.

## Ката
В Госоку Рю изучаются ката стиля Сётокан и 50 собственных, разработанных непосредственно Куботой. Ката стиля Госоку Рю сочетают в себе мощные прямолинейные движения стиля Сётокан с мягкими быстрыми круговыми движениями из Годзю-рю. Также они включают неповторимую работу ногами, которая нацелена на создание большего вращения бёдер, которое в свою очередь способствует усилению верхней части тела для работы руками.

## Оружие Кобудо
В додзё практикуются работа со следующим оружием: куботан, тонфа, кама, дзё, бокуто, боккэн, синай, катана (японский меч) и цуэ (трость). Во время разработки собственных ката для своей школы Кубота Такаюки обучался древним ката кобудо вместе с мастером Тайра Синкэн.

## Техника обучения
Ученики стиля Госоку Рю начинают своё обучение боевым искусствам с базовых принципов и техники традиционного стиля Сётокан, для того, чтобы научиться выполнять блоки и технические приёмы (удары и т. п.) как можно мощнее. Затем они переходят к изучению других техник в уникальной интерпретации Куботы: айкидо, дзюдо, дзюдзюцу. При этом они учатся как от мягких движений переходить к быстрым и жёстким.

## Разработка стиля
Кубота Такаюки не использовал никаких украшательств в движениях (блоках, ударах, перемещениях), оставив только необходимое. Все техники выполняются по кратчайшей, в пределах корпуса. Движения начинаются мягко затем набирают скорость и заканчиваются мощно.
В результате Кубота разработал стиль каратэ, позволяющий очень быстро и эффективно блокировать атаки и позволяющий защитить наиболее уязвимые части тела.

## Принципы и техника

### Блоки
Когда Кубота разрабатывал блоки Госоку Рю, он убрал все ненужные движения при блокировании, оставив только то, что нужно для остановки удара. При выполнении блока, например, рукой, она не должна выходить далеко за пределы корпуса.

Нет ничего, что вам нужно защищать за пределами вашего личного пространства и любое лишнее движение служит тому, чтобы сделать вас более уязвимой целью для оппонента..
Оригинальный текст (англ.)There is nothing outside your space to protect and any flowery moves that go there serve only to give your opponent more of a target.
— Кубота Такаюки
Эта концепция отражает принцип Госоку Рю экономии движений.
Другой аспект техники блоков в Госоку Рю заключается в том, чтобы начинать со свободной, расслабленной («relaxed») стойки.

Нет необходимости (начинать блок) в мощных движениях, потому, что почти каждая техника начинается практически без мощи..
Оригинальный текст (англ.)There is no great need for strength, because nearly every technique begins with virtually no power.
— Кубота Такаюки
В момент столкновения выполняющий блок максимально напрягает каждую мышцу, а затем немедленно расслабляет. Это действие имеет такой же эффект, как и удар кнутом: достигается такая же скорость и разрушительная сила. Если практикующий Госоку Рю правильно выполняет блок, то в момент перехвата удар противника отбивается с молниеносной скоростью и минимальными движениями. При этом выполняющий блок не покидает устойчивой и удобной позиции и готов сразу же контратаковать.
Кроме блоков, выполняемых руками, сжатыми в кулаки, используются также блоки, выполняемые открытой рукой. Такой блок позволяет увеличить скорость, он буквально «стряхивает» удар оппонента. Если блок открытой рукой используется против удара ногой, то проще становится сделать захват ноги.
Метод блоков в Госоку Рю сильно отличается от блоков в традиционном каратэ. Например, в ответ на удар на среднем уровне (в область живота) в традиционном стиле блок производится сильным ударом предплечья, направленным от себя и вниз. Определённо, это эффективный способ, но он открывает бок, а также в итоге блокирующий кулак оказывается слишком далеко для немедленной контратаки.
Принцип блокирования удара ногой такой же, как и при ударе рукой. Каратэка использует открытую руку для отражения удара ногой, чего достаточно для блокировки, но сам не открывается. При этом рукой, выполняющей блок, можно выполнить захват, используя ногу противника как рычаг, чтобы бросить его на землю. Традиционный нижний блок с одной стороны конечно эффективен, но занимает больше времени и усложняет последующую контр атаку.
Если необходимо защититься от круговой атаки ногой, то каратэка использует обе руки для блока, затем захватывает ногу противника ближайшей рукой. В то время как он выполняет свободной рукой удар, разворачивает бёдра и плечи, он одновременно тянет назад руку, захватившую ногу противника, и толкает его прямо на свой кулак.
Традиционный подход к блокировке кругового удара состоит в том, чтобы блокировать удар ногой одной рукой. Несмотря на то, что это эффективно, у блокирующего становятся открытыми для последующей атаки грудь и живот.

### Энергия
Ключевым моментом в блоках Госоку Рю является энергия Ки. Выполняющий блок, удар, удар ногой высвобождает эту энергию при повороте бёдер и напряжении мышц живота в конце движения.
Немаловажным является Киай — боевой выкрик в конце движения, он отражает мощь удара (блока). Крик не только помогает усилить удар, последующий после блока, но также укрепляет дух и тело бойца (ученика) в случае когда он пропускает атаку противника и ему нужно принимать удар.

### Контратака
После блока практикующий Госоку Рю немедленно должен нанести противнику сокрушительный контр удар. Это становится возможным благодаря тому, что после отбивки удара, удара ногой его собственное оружие (руки, ноги) не отклоняются сильно от заряженной для атаки позиции. Поскольку блокирующее движение в идеале выполняется очень быстро, то есть возможность направить кулак на любую точку противника, раньше чем тот успеет перестроить свою оборону.
Кубота всегда обучает своих учеников продолжать контратаковать до тех пор, пока противник не упадёт и последний удар или два не будут выполнены по воздуху.
Если, например, наносится удар в лицо практикующему Госоку Рю, он отбивает удар ладонью минимальными движениями руки и, если пожелает, может повернуть блокирующую руку и ударить руку противника своим предплечьем или суставом большого пальца по болевым точкам. Но независимо от того, делает он это или нет, его локти остаются перед корпусом и не оставляют незащищёнными жизненно важные участки.
После блока в Госоку Рю нет необходимости заряжать кулак для удара, потому что энергия для удара высвобождается от напряжения живота, поворота бёдер и мощь в итоге такая же, как и при ударе рукой с заряженной позиции (рука располагается около бёдер). Кулак начинает движение практически без мощности, но по мере того как практикующий Госоку Рю напрягает брюшной пресс и поворачивает бёдра, кулак приорбретает разрушительную силу.
В Госоку Рю атака начинается мягко, но заканчиается жёстко. Мягкая часть атаки позволяет сконцентрировать силу перед своим телом, а жесткая часть позволяет ударить с максимальным эффектом.

## Книги
- Takayuki Kubota, Paul F. McCaul. Baton techniques and training. — иллюстрированное. — Thomas, 1972. — 305 p. — ISBN 0398023387.
- Takayuki Kubota, Mark Miller. The art of karate. — 1. — Haddington House, 1977. — P. 221. — ISBN 0672523310.
- Takayuki Kubota. Fighting Karate Gosoku Ryu Hard Fast Style. — Unique Publications (Subs. of CFW Enterprises, Inc), 1980. — ISBN 0865680108.
- Takayuki Kubota. Gosoku ryu karate: kumite 1. — Unique, 1980. — 160 p.
- John G. Peters, Takayuki Kubota, Defensive Tactics Institute, Inc. Realistic defensive tactics. — иллюстрированное. — Reliapon Police Products, 1981. — 104 p. — ISBN 0935878025.
- Takayuki Kubota. Weapons Kumite: Fighting With Traditional Weapons. — Unique Publications, 1983. — 224 p. — ISBN 0865680426.
- Takayuki Kubota. Fighting Karate. — иллюстрированное. — Unique Publications, 2003. — 189 p. — ISBN 0865682054.